# Вечір (картина Левітана)
«Вечір» (рос. Вечер) — пейзаж російського художника Ісаака Левітана (1860—1900), написаний у 1877 році. Належить зібранню Державної Третьяковської галереї (інв. 9114). Розмір — 71,2 × 53,3 см

## Історія
Полотно «Вечір» відноситься до найбільш ранніх картин зі збережених творів Левітана. Разом з його ж картиною «Сонячний день. Весна» (нині перебуває в приватній колекції), пейзаж «Вечір» був представлений в 1877 році в Москві, на учнівському відділенні 5-ї виставки Товариства пересувних художніх виставок («передвижників»). За ці картини художник був нагороджений малою срібною медаллю.
Картина перебувала в зібранні колекціонера і мецената Івана Свєшникова з Переславля-Залєського, після цього — в Рум'янцевському музеї в Москві, а потім — в Державному музейному фонді, звідки вона в 1927 році була передана в Державну Третьяковську галерею.

## Опис
На картині зображене злиденне і покинуте село. На тлі сизого вечірнього неба виділяються темні силуети напіврозвалених хат, обнесених старим парканом. Між хатами проходить брудна дорога з калюжами, в яких видно відблиски призахідного неба.
Як і деякі інші твори Левітана того періоду, полотно «Вечір» має сумний, сутінковий характер. Ймовірно, це пов'язано з тим, що в той рік, коли воно було написано, у Левітана помер батько (його мати померла ще раніше, в 1875 році), тож він залишився сиротою. Крім цього, подібне похмуристе трактування сільських пейзажів було в цілому характерним для художників-передвижників 1870-х років.
Описуючи картину «Вечір», мистецтвознавець Олексій Федоров-Давидов писав, що «ефект заходу сонця вносить в зображення ноту тривоги, ще посилює загальну сумну картину». За його словами, «цей барвистий ефект і його емоційна виразність, сам спосіб внесення таким чином поетичного моменту в прозаїчний мотив свідчать про те, що молодий Левітан дивився на роботи Куїнджі».